# Agésipolis I.
Agésipolis I. (starořecky Ἀγησίπολις) byl králem ve Spartě od roku 394 př. n. l. do roku 380 př. n. l. Pocházel z královské rodiny Agiovců (řec. Agiadón). Vládl spolu s Agésilaem II. pocházejícím z královské rodiny Eurypontovců (řec. Eurypontidón).
Králem se stal ještě jako mladý již za života svého otce Pausania, který byl v exilu. V době jeho korunovace byla Sparta ohrožena koalicí vojenských sil Atén, Théb, Korintu a Argu. Vzhledem k tomu, že jeho spolukrál Agésilaos byl na výpravě v Asii a on byl mladý, vedením vojenské výpravy proti nepříteli byl pověřen jeho poručník Aristodemos. Vojsko protispartské koalice se shromáždilo u Korintu, kde ho spartské vojsko vedené Aristodemem v roce 394 př. n. l. po krvavé bitvě porazilo.
V roce 390 př. n. l. dosáhl Agésipolis plnoletosti a byl pověřen vedením vojenské výpravy proti Argolis. Nepříznivé předpovědi po návštěvě Diovy svatyně v Olympii a delfské věštírny ho neodradily od výpravy. Zničil okolní krajinu u města Argos a zaútočil na město. Svého úmyslu dobýt město se vzdal pouze tehdy, když mu blesk (podle Pausania) zabil několika vojáků a to ho vedlo k rozhodnutí vrátit se s vojskem do Sparty.
Vojenskou výpravu proti Mantinei v roce 385 př. n. l. už vedl jeho spolukrál Agésilaos. Jeho vojsko dlouho obléhalo město a dobylo ho až poté, když pomocí řeky Ofis podemleli městské hradby a ty se zřítily. Své odpůrce potrestali smrtí a obyvatelstvo rozptýlili do čtyř míst v okolí. V roce 382 př. n. l. přišla do Sparty delegace z řeckých měst Akantu a Apollonie s prosbou o vojenskou pomoc proti chalkidskému spolku vedenému městem Olynthos, kterým byli ohroženi. Olynthos ovládl města na západ od řeky Strymon v Thrákii až po Pellu v Makedonii a chtělo prosadit svou regionální hegemonii. Sparta jejich prosbě vyhověla a vedením vojenské výpravy pověřila bratra krále Agésilaa Teleutia. Sparťané svou vojenskou expedici nevedli úspěšně; v roce 381 př. n. l. bylo jejich vojsko u Olynthu poraženo. O rok později převzal velení nad spartský vojskem osobně Agésipolis, ale svou vojenskou výpravu již nedokončil. U města Afitos onemocněl, dostal náhle vysoké horečky a po sedmi dnech zemřel. Jeho tělo zakonzervovali v medu a dopravili ho do Sparty, kde ho pohřbili. Agésipolis neměl dědice, a proto eforové rozhodli, že jeho nástupcem se stane jeho bratr Kleombrotos.